# جشنواره گیتار کراسرودز ۲۰۱۹
جشنواره گیتار کراسرودز ۲۰۱۹ (انگلیسی: Crossroads Guitar Festival 2019) یک آلبوم زنده و ویدئویی از مجموعه نمایش جشنواره گیتار کراسرودز اریک کلپتون و سایر هنرمندان است. این آلبوم در ۲۰ نوامبر ۲۰۲۰ از طریق وارنر و  راینو رکوردز  منتشر شد.